# Сборная Уругвая по футболу
Сбо́рная Уругва́я по футбо́лу (исп. Selección de fútbol de Uruguay) — представляет Уругвай в международных матчах и турнирах по футболу. Управляющая организация — Уругвайская футбольная ассоциация. Ассоциация является членом ФИФА с 1923 года, членом КОНМЕБОЛ с 1916 года.
Сборная Уругвая — одна из самых титулованных футбольных сборных. На счету уругвайцев две победы на чемпионате мира (1930 и 1950), две победы на Олимпийских играх (1924 и 1928), 15 побед в Кубке Америки (один из рекордов Южной Америки) и победа на Золотом кубке чемпионов мира по футболу (1981). Уругвай — самая маленькая по населению страна, сборная которой выигрывала чемпионат мира (население Аргентины, второй по малочисленности страны — победителя мировых первенств, превышает население Уругвая более чем в десять раз), и самая маленькая страна, состоящая в КОНМЕБОЛ (Южноамериканской конфедерации футбола). Всего семь сборных стран с нынешним населением меньше Уругвая когда-либо выходили в финальную стадию мировых первенств — Северная Ирландия (трижды), Словения, Уэльс (обе дважды), Ямайка, Тринидад и Тобаго, Исландия, Катар (все по одному разу).
Команда Уругвая была наиболее успешна в 1920—1950-х годах, когда сборной удалось выиграть дважды подряд золото на олимпийских турнирах (1924 и 1928 годах) и впоследствии первый чемпионат мира ФИФА, проводившийся на их родине. В остальных двух довоенных чемпионатах сборная не принимала участия, а в 1950 году, сенсационно обыграв бразильцев в «Мараканасо», стала чемпионом мира во второй (и последний на сегодняшний день) раз.
Сборная Уругвая — первая команда в мире, выигравшая все три престижнейших турнира для сборных (чемпионат мира, Олимпийские игры и континентальное первенство).
Наибольшее количество матчей за сборную сыграл Диего Годин — 159 матчей; лучший бомбардир сборной — Луис Суарес (68 мячей).
По состоянию на 20 июня 2024 года в рейтинге ФИФА сборная занимает 14-е место.
С 7 марта 2006 по 19 ноября 2021 года главным тренером команды был Оскар Табарес, установивший мировой рекорд по количеству матчей с одной сборной (с краткосрочными перерывами по состоянию здоровья, а также в 2020 году, когда в момент пандемии коронавируса весь тренерский штаб сборной был временно отправлен в отставку). Действующий главный тренер — Марсело Бьелса; действующий капитан сборной — защитник Хосе Мария Хименес.

## История

### Первые успехи, олимпийские победы
В первые годы профессионального футбола сборная Уругвая по праву считалась командой первой величины. За небольшой период 1923—1930 «урус» смогли выиграть три титула мирового значения: дважды взять золото на Олимпийских играх и стать первыми победителями Кубка мира, а также трижды победить в Чемпионате Южной Америки.
Эта команда, в составе которой играли Хосе Нассаси, Хосе Леандро Андраде, Эктор Скароне, Педро Петроне, Педро Сеа является одной из наиболее титулованных в мировом футболе. На родине она получила в честь побед на Олимпиадах название La Celeste Olímpica — «небесные олимпийцы».
Английские рабочие завезли футбол в Уругвай в конце XIX века. Игра вскоре стала национальным спортом маленького государства. Именно благодаря уругвайцам английский стиль «kick and rush» приобрёл современные формы комбинационной игры. Футболисты Уругвая использовали дриблинг, короткий пас, быструю контратакующую игру.
Сборная Уругвая в первые десятилетия XX века выиграла ряд турниров Южной Америки, на равных состязаясь со своим главным противником тех лет сборной Аргентины.
В 1924 году уругвайцы смогли показать свой высочайший уровень игры на мировой арене. Команда, состоящая из простых рабочих — мясников, чистильщиков обуви и лавочников — отправилась третьим классом во Францию участвовать в Олимпийских играх. Поездка финансировалась за счёт пожертвований и бенефисных дружественных матчей, проводимых по дороге.
Прибыв в Париж, «урус» в блестящем стиле провели турнир и в финале нанесли поражение сборной Швейцарии 3:0.
Насколько южноамериканский футбол сильнее европейского, было ещё раз продемонстрировано в 1928 году на Олимпиаде в Амстердаме. В финале противостояли друг другу вечные конкуренты Уругвай и Аргентина. Лишь в дополнительной игре «урус» смогли одержать вверх над аргентинцами 2:1.

### Чемпионаты мира

Уругвай — чемпион мира 1930. Верхний ряд: Эрнесто Фиголи (тренер), Альваро Хестидо, Хосе Насасси, Энрике Бальестерос, Эрнесто Масчерони, Хосе Леандро Андраде, Лоренсо Фернандес, Луис Грекко (тренер). Нижний ряд: Пабло Дорадо, Эктор Скароне, Эктор Кастро, Хосе Педро Сеа, Викториано Сантос Ириарте.

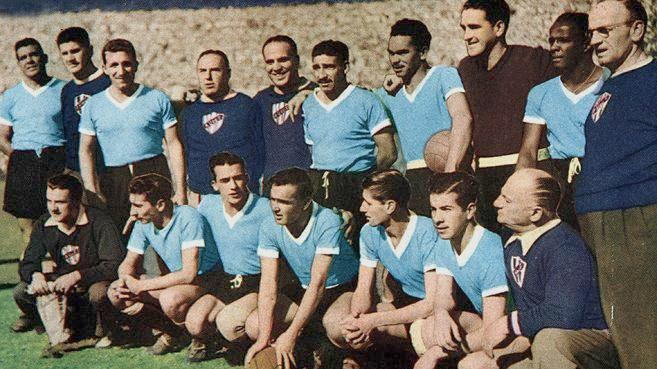
Уругвай — чемпион мира 1950. Верхний ряд: Обдулио Варела, Хуан Лопес (главный тренер), Эусебио Рамон Техера, тренер, тренер, Шуберт Гамбетта, Матиас Гонсалес, Роке Гасто Масполи, Виктор Родригес Андраде, тренер. Нижний ряд: член делегации, Альсидес Гиджа, Хулио Хервасио Перес, Оскар Омар Мигес, Хуан Альберто Скьяффино, Рубен Моран, Эрнесто Фиголи (тренер и физиотерапевт)

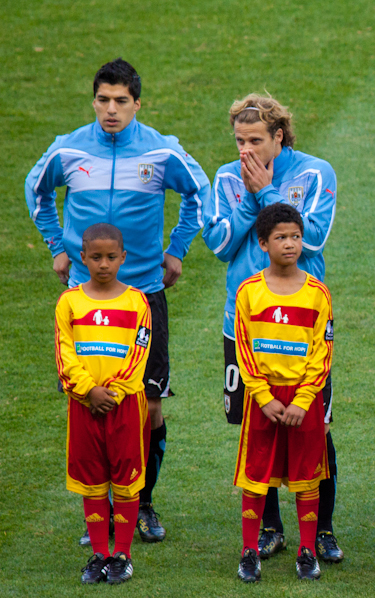
Бомбардиры «Селесте» — Луис Суарес и Диего Форлан

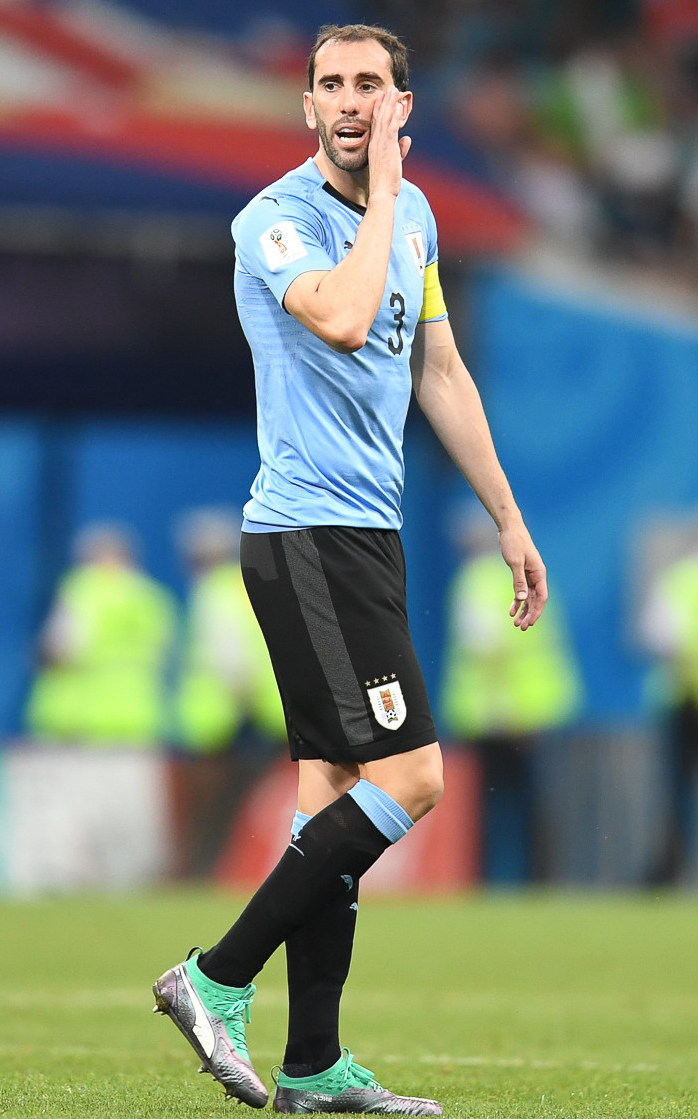
Рекордсмен по числу сыгранных матчей — Диего Годин

К тому времени стало ясно, что футбол должен выходить на новый уровень, и было решено провести первый отдельный чемпионат мира по футболу под эгидой ФИФА. До этого Олимпийские турниры 1924 и 1928 годов проводились ФИФА в качестве «чемпионатов мира по футболу среди любителей». После долгих споров среди членов ФИФА честь провести первый чемпионат была предоставлена Уругваю, который в 1930 году собирался отметить 100-летие своей независимости. В результате ряд ведущих европейских сборных в последний момент отказался отправиться на чемпионат. Из Европы прибыли на пароходах лишь четыре команды.
Первым чемпионом мира стала хозяйка поля и фаворит сборная Уругвая. Она обыграла в финале Аргентину 4:2, снова подтвердив своё превосходство над соседями. Лучшими футболистами «золотого состава» сборной были капитан Хосе Насасси и легендарная «чёрная жемчужина» Хосе Леандро Андраде. Таким образом, сборная Уругвая выиграла подряд сразу три крупнейших турнира общемирового уровня — две Олимпиады (имевшие статус любительских чемпионатов мира) и первый чемпионат мира ФИФА уже с допуском профессиональных игроков.
В последующих двух чемпионатах мира в Италии и Франции Уругвай не принимал участия, ответив тем самым на бойкот европейских команд в 1930 году.
Первый послевоенный чемпионат мира 1950 года проходил в Бразилии. Хозяева поля считались фаворитами первенства. В решающем матче встречались сборные Бразилии и Уругвая. Бразильцев устраивала ничья.
Уругвайцы в течение чемпионата показывали неуверенную игру, однако в последнем матче, проигрывая по ходу хозяевам поля, вырвали на последних минутах победу со счётом 2:1 благодаря голам Хуана Альберто Скьяффино (величайшего уругвайского футболиста XX века) и Альсидеса Гиджи.
Поражение повергло бразильских болельщиков в шок. Три человека скончались на стадионе от инфаркта, один покончил жизнь самоубийством. В соседнем же Уругвае снова царил праздник. Этот матч впоследствии получил название «Мараканасо».
Ко всем четырём титулам мирового уровня первой половины XX века имел отношение Эрнесто Фиголи — в качестве главного тренера в 1924 году, а затем как член тренерского штаба, помощник главного тренера и массажист в 1928, 1930 и 1950 годах.
Сборная Уругвая добивалась наибольших успехов в чемпионатах мира в «круглые» годы: 1930 и 1950 — чемпионы мира, 1970 и 2010 — выход в полуфинал. Исключением стал 1954 год, когда «Селесте» также играла в полуфинале. Интересно также, что более 40 лет Уругвай не мог победить европейскую сборную в рамках чемпионатов мира, после того, как в 1970 году в 1/4 финала обыграл сборную СССР 1:0.
Новая победа над европейской сборной случилась лишь спустя 44 года: 19 июня 2014 года на чемпионате мира в Бразилии Уругвай одержал историческую победу над Англией — 2:1. При этом оба гола в ворота соперника забил лучший футболист сезона в английской Премьер-лиге Луис Суарес, выступающий за «Ливерпуль». Следующий матч также был против европейской сборной (Италии), и уругвайцам необходимо было побеждать — иначе бы они не прошли групповой этап турнира. Суарес в этой игре отметился тем, что укусил за плечо итальянского защитника Джорджо Кьеллини, но не получил никакого наказания; а через две минуты в результате розыгрыша углового Диего Годин забил победный мяч. Выйдя из группы, уругвайцы, однако, выбыли в 1/8 финала от сборной Колумбии (0:2).

### Выступления в последние десятилетия
Успех 1950 года был последним достижением подобного уровня. Долгое время уругвайцы оставались в числе ведущих сборных планеты, но бороться за победу с другими командами не могли. Бывшие новаторы футбольного стиля в определённый период слишком много внимания уделяли оборонительной тактике и жёсткому отбору. В XX веке ещё дважды сборная доходила до полуфинала чемпионатов мира, занимая в результате 4-е место (в 1954 и 1970 годах).
В 1980 году Уругвай выиграл Мундиалито, или Золотой кубок чемпионов мира по футболу, турнир, посвящённый 50-летию первого чемпионата мира, прошедший также в Монтевидео. В финале «Селесте» обыграла сборную Бразилии со счётом 2:1, повторив результат Мараканасо. В 1980-е годы у Уругвая была крепкая команда во главе с такими звёздами, как Антонио Альсаменди, Энцо Франческоли, Пабло Бенгоэчеа, Рубен Пас, Рубен Соса, Даниэль Фонсека, . Уругвай выиграл в 1983 и 1987 годах два Кубка Америки, но на чемпионатах мира выступал неудачно. 1986 году в подгруппе мирового первенства уругвайцы были разгромлены датчанами 1:6. Тем не менее, команда дважды выходила в 1/8 финала чемпионатов мира.
В 1990-е годы команда не сумела пробиться на Мундиаль. Определённый ренессанс прошёл на стыке веков, но на чемпионате мира 2002 года Уругваю с такими звёздами как Альваро Рекоба и Паоло Монтеро (а также молодым Диего Форланом) не хватило для выхода в плей-офф лишь одного гола в ворота сборной Сенегала на групповом этапе (3:3).
Несмотря на относительный упадок в 1990-х годах, сборная Уругвая по достижениям по-прежнему относится к самым успешным командам мира: 6-е место (по состоянию на декабрь 2022 года) после Бразилии, Германии, Италии, Аргентины, Франции). На Кубке Америки Уругвай показывает стабильные высокие результаты, практически всегда доходя до стадии полуфинала (из последних турниров 1999 — финал, 2001 и 2007 — 4-е место, 2004 — 3-е место, 2011 — победа). В домашних матчах команда фактически не терпит поражений и если турнир проходит в Монтевидео, становится обладателем кубка (последний раз в 1995 году).
Часто причиной относительного спада в последнее десятилетие (если не считать довольно стабильные выступления на Кубке Америки) называется отсутствие центрального полузащитника мирового уровня. В сборной Уругвая большое количество великолепных нападающих, фланговых и опорных (оборонительных) полузащитников, защитников, но так называемых «распасовщиков» уровня Энцо Франческоли и Пабло Бенгоэчеа, блиставших в 1990-е годы, в Уругвае длительное время не было. Поэтому сборной часто не хватало собранности и одного-единственного гола в матчах с заведомо более слабыми соперниками.
В 2010 году, спустя 40 лет, сборная Уругвая вернулась в мировую футбольную элиту, выйдя в полуфинал чемпионата мира в ЮАР. Уругвайцы разбили сразу несколько неудачных серий, преследовавших их в последние годы — смогли одержать несколько побед в ходе одного турнира, пройти дальше стадии 1/8 финала и т. д. (Правда, они вновь не сумели одержать победу над европейской сборной.) Лидер уругвайцев нападающий Диего Форлан был признан лучшим игроком чемпионата мира 2010. На турнире в ЮАР Уругвай в своей группе A не пропустил ни одного мяча, сыграв вничью с Францией (0:0), выиграв у хозяев чемпионата сборной Южной Африки (3:0) и у сборной Мексики (1:0). В 1/8 финала уругвайцы победили Республику Корея (2:1), а в 1/4 финала Уругвай встретился с Ганой. Счёт в матче в добавленное к первому тайму время открыли ганцы, но на 55-й минуте Форлан сравнял счёт. За несколько минут до конца матча ошибся вратарь сборной Муслера, и мяч полетел в пустые ворота. Однако Луис Суарес отбил его руками, за что получил красную карточку, а пенальти, назначенный в ворота Уругвая, не был реализован. По серии послематчевых 11-метровых ударов Уругвай победил 4:2 (решающий гол эффектно забил Себастьян Абреу) и впервые за 40 лет вышел в полуфинал, где проиграл Нидерландам (2:3). В матче за 3-е место, где «Селесте» встретилась с Германией, Уругвай вёл со счётом 2:1, но из-за грубейших ошибок защитников пропустил 2 мяча и занял 4-е место.
Свой статус сильнейшей сборной Западного полушария Уругвай подтвердил год спустя, выиграв рекордный 15-й Кубок Америки. Важную роль в этой победе сыграл новый лидер сборной Луис Суарес, ставший лучшим футболистом турнира.
В квалификации к ЧМ 2014 Уругвай занял 5 место в зоне КОНМЕБОЛ и принял участие в межконтинентальных стыковых матчах со сборной Иордании. В первом матче южноамериканцы наголову разбили азиатов со счётом 5:0, а во втором сыграли вничью, благодаря чему попали на чемпионат мира в Бразилии. На нём они попали в группу смерти со сборными Коста-Рики, Англии и Италии. В первом же матче Уругвай проиграл Коста-Рике со счётом 3:1, однако потом обыграл сборные Англии и Италии и вышел в плей-офф со второго места. Но там южноамериканцы неожиданно проиграли сборной Колумбии со счётом 2:0 и выбыли из турнира.
В отборочном турнире чемпионата мира 2018 сборная Уругвая заняла второе место в турнирной таблице КОНМЕБОЛ, уступив первую строчку сборной Бразилии. В финальном этапе команда встретилась с Египтом, Саудовской Аравией и хозяйкой турнира Россией. В первых двух матчах уругвайцы победили египтян и саудовцев с одинаковым счётом 1:0, а в заключительном туре разгромили россиян 3:0 и в итоге выиграли свою группу. В 1/8 финала южноамериканцы обыграли Португалию 2:1, а в 1/4 финала проиграли будущему чемпиону мира сборной Франции со счётом 0:2 и выбыли из турнира.

## Текущий состав
Следующие игроки были вызваны в состав сборной главным тренером Марсело Бьелса для участия в матчах отборочного турнира чемпионате мира 2026, против сборных Колумбии (16 ноября 2024 года) и Бразилии (19 ноября 2024 года).
Игры и голы приведены по состоянию на 20 ноября 2024 года:
| 1  | Вр  | Серхио Рочет        | 23 марта 1993 (32 года)   | 31 | –8 | Интернасьонал           |  |  |
| 12 | Вр  | Франко Исраэль      | 22 апреля 2000 (25 лет)   | 2  | –1 | Спортинг (Лиссабон)     |  |  |
| 23 | Вр  | Сантьяго Меле       | 6 сентября 1997 (27 лет)  | 4  | –3 | Атлетико Хуниор         |  |  |
|    |     |                     |                           |    |    |                         |  |  |
| 2  | Защ | Хосе Мария Хименес  | 20 января 1995 (30 лет)   | 92 | 8  | Атлетико Мадрид         |  |  |
| 3  | Защ | Марсело Сараччи     | 23 апреля 1998 (27 лет)   | 9  | 0  | Бока Хуниорс            |  |  |
| 8  | Защ | Найтан Нандес       | 28 декабря 1995 (29 лет)  | 65 | 0  | Аль-Кадисия             |  |  |
| 13 | Защ | Гильермо Варела     | 24 марта 1993 (32 года)   | 21 | 0  | Фламенго                |  |  |
| 16 | Защ | Матиас Оливера      | 31 октября 1997 (27 лет)  | 26 | 2  | Наполи                  |  |  |
| 18 | Защ | Сантьяго Буэно      | 9 ноября 1998 (26 лет)    | 6  | 0  | Вулверхэмптон Уондерерс |  |  |
| 22 | Защ | Николас Маричаль    | 17 марта 2001 (24 года)   | 3  | 0  | Динамо (Москва)         |  |  |
|    |     |                     |                           |    |    |                         |  |  |
| 4  | ПЗ  | Николас Фонсека     | 19 октября 1998 (26 лет)  | 4  | 0  | Ривер Плейт             |  |  |
| 5  | ПЗ  | Мануэль Угарте      | 11 апреля 2001 (24 года)  | 28 | 1  | Манчестер Юнайтед       |  |  |
| 6  | ПЗ  | Родриго Бентанкур   | 25 июня 1997 (28 лет)     | 67 | 3  | Тоттенхэм Хотспур       |  |  |
| 10 | ПЗ  | Брайан Родригес     | 20 мая 2000 (25 лет)      | 26 | 4  | Америка                 |  |  |
| 11 | ПЗ  | Факундо Пельистри   | 20 декабря 2001 (23 года) | 32 | 2  | Панатинаикос            |  |  |
| 15 | ПЗ  | Федерико Вальверде  | 22 июля 1998 (26 лет)     | 67 | 8  | Реал Мадрид             |  |  |
| 20 | ПЗ  | Максимилиано Араухо | 12 февраля 2000 (25 лет)  | 20 | 3  | Спортинг                |  |  |
| 21 | ПЗ  | Факундо Торрес      | 13 апреля 2000 (25 лет)   | 19 | 1  | Орландо Сити            |  |  |
|    |     |                     |                           |    |    |                         |  |  |
| 7  | Нап | Родриго Агирре      | 1 октября 1994 (30 лет)   | 2  | 1  | Америка                 |  |  |
| 9  | Нап | Дарвин Нуньес       | 24 июня 1999 (26 лет)     | 33 | 13 | Ливерпуль               |  |  |

## Тренерский штаб
- Марсело Бьелса — главный тренер
- Лукас Оувинья — ассистент
- Пабло Коурога — ассистент
- Диего Рейес — ассистент
- Карлос Никола — тренер вратарей
- Марко Мансулино — тренер по фитнесу
- Диего Бермудес — аналитик

## Форма

### Домашняя
| 1901                | 1901—1910           | 1903                | 1901—1910           | 1901—1910           | 1901—1910                       | 1924—1928            | ЧМ-1930             | 1950—1954           |
| 1980—1983           | ЧМ-1986             | 1987—1989           | ЧМ-1990             | 1992—1994 · КА-1993 | 1995—1996 · КА-1995             | 1997—1998 · КА-1997  | 1999—2000 · КА-1999 | 2001—2002 · КА-2001 |
| 2002—2004           | 2004—2005 · КА-2004 | 2005—2006           | 2006—2008 · КА-2007 | 2008—2009           | 2010—2011 · ЧМ-2010             | 2011—2013 · КА-2011  | КК-2013             | 2014—2015 · ЧМ-2014 |
| 2016—2017 · КА-2016 | ЧМ-2018             | 2019—2021 · КА-2019 | 2021—2022 · КА-2021 | 2022—2023 · ЧМ-2022 | 2024 · (игра против Коста-Рики) | 2024—н. в. · КА-2024 |                     |                     |

### Гостевая
| 1980—1983           | ЧМ-1986             | 1987—1989           | ЧМ-1990                           | 1992—1994 · КА-1993  | 1995—1997           | 1999—2000 · КА-1999 | 2001—2002 · КА-2001 | 2002—2004 |
| 2004—2005 · КА-2004 | 2005—2006           | 2006—2008 · КА-2007 | 2008—2009                         | 2010—2011 · ЧМ-2010  | 2011—2013 · КА-2011 | 2014—2015 · ЧМ-2014 | 2016—2017 · КА-2016 | ЧМ-2018   |
| 2019—2021 · КА-2019 | 2021—2022 · КА-2021 | 2022—2023 · ЧМ-2022 | 2024 · (игра против Кот-д'Ивуара) | 2024—н. в. · КА-2024 |                     |                     |                     |           |

### Резервная
| 2002—2004 | 2004—2005 | 2005—2006 | 2010—2011 |

### Вратарская
| 2010—2011 · (Основная) | 2010—2011 · (Вторая)    | 2010—2011 · (Третья)   | 2010—2011 · (Четвёртая) | 2012—2013 · (Основная) | 2012—2013 · (Вторая) | 2012—2013 · (Третья)    | 2014—2015 · (Основная) | 2014—2015 · (Вторая)  |
| 2014—2015 · (Третья)   | 2014—2015 · (Четвёртая) | 2016—2017 · (Основная) | 2016—2017 · (Вторая)    | 2018—2019 · (Основная) | 2018—2019 · (Вторая) | 2018—2019 · (Третья)    | 2019—2021 · (Основная) | 2019—2021 · (Вторая)  |
| 2019—2021 · (Третья)   | 2021—2022 · (Основная)  | 2021—2022 · (Вторая)   | 2022—2024 · (Основая)   | 2022—2024 · (Вторая)   | 2022—2024 · (Третья) | 2024—н. в. · (Основная) | 2024—н. в. · (Вторая)  | 2024—н. в. · (Третья) |

Источники:,

## Выступления на турнирах

### Чемпионаты мира
| Чемпионат мира по футболу | Чемпионат мира по футболу | Чемпионат мира по футболу | Чемпионат мира по футболу | Чемпионат мира по футболу | Чемпионат мира по футболу | Чемпионат мира по футболу | Чемпионат мира по футболу | Чемпионат мира по футболу | Отборочный турнир                                         | Отборочный турнир                                         | Отборочный турнир                                         | Отборочный турнир                                         | Отборочный турнир                                         | Отборочный турнир                                         | Отборочный турнир                                         | Отборочный турнир                                         |                          |
| Год                       | Раунд                     | Место                     | И                         | В                         | Н                         | П                         | ГЗ                        | ГП                        | Год                                                       | И                                                         | В                                                         | Н                                                         | П                                                         | ГЗ                                                        | ГП                                                        | Место                                                     |                          |
| ------------------------- | ------------------------- | ------------------------- | ------------------------- | ------------------------- | ------------------------- | ------------------------- | ------------------------- | ------------------------- | --------------------------------------------------------- | --------------------------------------------------------- | --------------------------------------------------------- | --------------------------------------------------------- | --------------------------------------------------------- | --------------------------------------------------------- | --------------------------------------------------------- | --------------------------------------------------------- | ------------------------ |
| 1930                      | Чемпион                   | 1                         | 4                         | 4                         | 0                         | 0                         | 15                        | 3                         | Квалифицировались как хозяева                             | Квалифицировались как хозяева                             | Квалифицировались как хозяева                             | Квалифицировались как хозяева                             | Квалифицировались как хозяева                             | Квалифицировались как хозяева                             | Квалифицировались как хозяева                             | Квалифицировались как хозяева                             |                          |
| 1934                      | Отказались участвовать    | Отказались участвовать    | Отказались участвовать    | Отказались участвовать    | Отказались участвовать    | Отказались участвовать    | Отказались участвовать    | Отказались участвовать    | Квалифицировались как действующие чемпионы                | Квалифицировались как действующие чемпионы                | Квалифицировались как действующие чемпионы                | Квалифицировались как действующие чемпионы                | Квалифицировались как действующие чемпионы                | Квалифицировались как действующие чемпионы                | Квалифицировались как действующие чемпионы                | Квалифицировались как действующие чемпионы                |                          |
| 1938                      | Отказались участвовать    | Отказались участвовать    | Отказались участвовать    | Отказались участвовать    | Отказались участвовать    | Отказались участвовать    | Отказались участвовать    | Отказались участвовать    |                                                           |                                                           |                                                           |                                                           |                                                           |                                                           |                                                           |                                                           |                          |
| 1950                      | Чемпион                   | 1                         | 4                         | 3                         | 1                         | 0                         | 15                        | 5                         | Квалифицировались после отказа Аргентины, Эквадора и Перу | Квалифицировались после отказа Аргентины, Эквадора и Перу | Квалифицировались после отказа Аргентины, Эквадора и Перу | Квалифицировались после отказа Аргентины, Эквадора и Перу | Квалифицировались после отказа Аргентины, Эквадора и Перу | Квалифицировались после отказа Аргентины, Эквадора и Перу | Квалифицировались после отказа Аргентины, Эквадора и Перу | Квалифицировались после отказа Аргентины, Эквадора и Перу |                          |
| 1954                      | 4-е место                 | 4                         | 5                         | 3                         | 0                         | 2                         | 16                        | 9                         | Квалифицировались как действующие чемпионы                | Квалифицировались как действующие чемпионы                | Квалифицировались как действующие чемпионы                | Квалифицировались как действующие чемпионы                | Квалифицировались как действующие чемпионы                | Квалифицировались как действующие чемпионы                | Квалифицировались как действующие чемпионы                | Квалифицировались как действующие чемпионы                |                          |
| 1958                      | Не прошли квалификацию    | Не прошли квалификацию    | Не прошли квалификацию    | Не прошли квалификацию    | Не прошли квалификацию    | Не прошли квалификацию    | Не прошли квалификацию    | Не прошли квалификацию    | 1958                                                      | 4                                                         | 2                                                         | 1                                                         | 1                                                         | 4                                                         | 6                                                         | 2/3                                                       |                          |
| 1962                      | Групповой этап            | 13                        | 3                         | 1                         | 0                         | 2                         | 4                         | 6                         | 1962                                                      | 2                                                         | 1                                                         | 1                                                         | 0                                                         | 3                                                         | 2                                                         | 1/2                                                       |                          |
| 1966                      | 1/4 финала                | 7                         | 4                         | 1                         | 2                         | 1                         | 2                         | 5                         | 1966                                                      | 4                                                         | 4                                                         | 0                                                         | 0                                                         | 11                                                        | 2                                                         | 1/2                                                       |                          |
| 1970                      | 4-е место                 | 4                         | 6                         | 2                         | 1                         | 3                         | 4                         | 5                         | 1970                                                      | 4                                                         | 3                                                         | 1                                                         | 0                                                         | 5                                                         | 0                                                         | 1/3                                                       |                          |
| 1974                      | Групповой этап            | 13                        | 3                         | 0                         | 1                         | 2                         | 1                         | 6                         | 1974                                                      | 4                                                         | 2                                                         | 1                                                         | 1                                                         | 6                                                         | 2                                                         | 1/3                                                       |                          |
| 1978                      | Не прошли квалификацию    | Не прошли квалификацию    | Не прошли квалификацию    | Не прошли квалификацию    | Не прошли квалификацию    | Не прошли квалификацию    | Не прошли квалификацию    | Не прошли квалификацию    | 1978                                                      | 4                                                         | 1                                                         | 2                                                         | 1                                                         | 5                                                         | 4                                                         | 2/3                                                       |                          |
| 1982                      | Не прошли квалификацию    | Не прошли квалификацию    | Не прошли квалификацию    | Не прошли квалификацию    | Не прошли квалификацию    | Не прошли квалификацию    | Не прошли квалификацию    | Не прошли квалификацию    | 1982                                                      | 4                                                         | 1                                                         | 2                                                         | 1                                                         | 5                                                         | 5                                                         | 2/3                                                       |                          |
| 1986                      | 1/8 финала                | 16                        | 4                         | 0                         | 2                         | 2                         | 2                         | 8                         | 1986                                                      | 4                                                         | 3                                                         | 0                                                         | 1                                                         | 6                                                         | 4                                                         | 1/3                                                       |                          |
| 1990                      | 1/8 финала                | 16                        | 4                         | 1                         | 1                         | 2                         | 2                         | 5                         | 1990                                                      | 4                                                         | 3                                                         | 0                                                         | 1                                                         | 7                                                         | 2                                                         | 1/3                                                       |                          |
| 1994                      | Не прошли квалификацию    | Не прошли квалификацию    | Не прошли квалификацию    | Не прошли квалификацию    | Не прошли квалификацию    | Не прошли квалификацию    | Не прошли квалификацию    | Не прошли квалификацию    | 1994                                                      | 8                                                         | 4                                                         | 2                                                         | 2                                                         | 10                                                        | 7                                                         | 3/5                                                       |                          |
| 1998                      | Не прошли квалификацию    | Не прошли квалификацию    | Не прошли квалификацию    | Не прошли квалификацию    | Не прошли квалификацию    | Не прошли квалификацию    | Не прошли квалификацию    | Не прошли квалификацию    | 1998                                                      | 16                                                        | 6                                                         | 3                                                         | 7                                                         | 18                                                        | 21                                                        | 7/9                                                       |                          |
| 2002                      | Групповой этап            | 26                        | 3                         | 0                         | 2                         | 1                         | 4                         | 5                         | 2002                                                      | 20                                                        | 8                                                         | 6                                                         | 6                                                         | 22                                                        | 14                                                        | 5/10                                                      |                          |
| 2006                      | Не прошли квалификацию    | Не прошли квалификацию    | Не прошли квалификацию    | Не прошли квалификацию    | Не прошли квалификацию    | Не прошли квалификацию    | Не прошли квалификацию    | Не прошли квалификацию    | 2006                                                      | 20                                                        | 7                                                         | 7                                                         | 6                                                         | 24                                                        | 29                                                        | 5/10                                                      |                          |
| 2010                      | 4-е место                 | 4                         | 7                         | 3                         | 2                         | 2                         | 11                        | 8                         | 2010                                                      | 20                                                        | 7                                                         | 7                                                         | 6                                                         | 30                                                        | 21                                                        | 5/10                                                      |                          |
| 2014                      | 1/8 финала                | 12                        | 4                         | 2                         | 0                         | 2                         | 4                         | 6                         | 2014                                                      | 18                                                        | 8                                                         | 5                                                         | 5                                                         | 30                                                        | 25                                                        | 5/9                                                       |                          |
| 2018                      | 1/4 финала                | 5                         | 5                         | 4                         | 0                         | 1                         | 7                         | 3                         | 2018                                                      | 18                                                        | 9                                                         | 4                                                         | 5                                                         | 32                                                        | 20                                                        | 2/10                                                      |                          |
| 2022                      | Групповой этап            | 20                        | 3                         | 1                         | 1                         | 1                         | 2                         | 2                         | 2022                                                      | 18                                                        | 8                                                         | 4                                                         | 6                                                         | 22                                                        | 22                                                        | 3/10                                                      |                          |
| 2026                      | Будет определено позднее  | Будет определено позднее  | Будет определено позднее  | Будет определено позднее  | Будет определено позднее  | Будет определено позднее  | Будет определено позднее  | Будет определено позднее  | 2026                                                      | Будет определено позднее                                  | Будет определено позднее                                  | Будет определено позднее                                  | Будет определено позднее                                  | Будет определено позднее                                  | Будет определено позднее                                  | Будет определено позднее                                  | Будет определено позднее |
| 2030                      | Будет определено позднее  | Будет определено позднее  | Будет определено позднее  | Будет определено позднее  | Будет определено позднее  | Будет определено позднее  | Будет определено позднее  | Будет определено позднее  | Квалифицировались как хозяева                             | Квалифицировались как хозяева                             | Квалифицировались как хозяева                             | Квалифицировались как хозяева                             | Квалифицировались как хозяева                             | Квалифицировались как хозяева                             | Квалифицировались как хозяева                             | Квалифицировались как хозяева                             |                          |
| Всего                     | 14/22                     | 2 титула                  | 59                        | 25                        | 13                        | 21                        | 89                        | 76                        | Всего                                                     | 172                                                       | 77                                                        | 46                                                        | 49                                                        | 234                                                       | 186                                                       | -                                                         |                          |

### Кубок Америки
| Год   | Раунд          | Место          | И              | В              | Н*             | П              | МЗ             | МП             | Состав         |
| ----- | -------------- | -------------- | -------------- | -------------- | -------------- | -------------- | -------------- | -------------- | -------------- |
| 1916  | Чемпион        | 1              | 3              | 2              | 1              | 0              | 6              | 1              | Состав         |
| 1917  | Чемпион        | 1              | 3              | 3              | 0              | 0              | 9              | 0              | Состав         |
| 1919  | Финалист       | 2              | 4              | 2              | 1              | 1              | 7              | 5              | Состав         |
| 1920  | Чемпион        | 1              | 3              | 2              | 1              | 0              | 9              | 2              | Состав         |
| 1921  | 3-е место      | 3              | 3              | 1              | 0              | 2              | 3              | 4              | Состав         |
| 1922  | 3-е место      | 3              | 4              | 2              | 1              | 1              | 3              | 1              | Состав         |
| 1923  | Чемпион        | 1              | 3              | 3              | 0              | 0              | 6              | 1              | Состав         |
| 1924  | Чемпион        | 1              | 3              | 2              | 1              | 0              | 8              | 1              | Состав         |
| 1925  | Не участвовали | Не участвовали | Не участвовали | Не участвовали | Не участвовали | Не участвовали | Не участвовали | Не участвовали | Не участвовали |
| 1926  | Чемпион        | 1              | 4              | 4              | 0              | 0              | 17             | 2              | Состав         |
| 1927  | Финалист       | 2              | 3              | 2              | 0              | 1              | 15             | 3              | Состав         |
| 1929  | 3-е место      | 3              | 3              | 1              | 0              | 2              | 4              | 6              | Состав         |
| 1935  | Чемпион        | 1              | 3              | 3              | 0              | 0              | 6              | 1              | Состав         |
| 1937  | 3-е место      | 3              | 5              | 2              | 0              | 3              | 11             | 14             | Состав         |
| 1939  | Финалист       | 2              | 4              | 3              | 0              | 1              | 13             | 5              | Состав         |
| 1941  | Финалист       | 2              | 4              | 3              | 0              | 1              | 10             | 1              | Состав         |
| 1942  | Чемпион        | 1              | 6              | 6              | 0              | 0              | 21             | 2              | Состав         |
| 1945  | 4-е место      | 4              | 6              | 3              | 0              | 3              | 14             | 6              | Состав         |
| 1946  | 4-е место      | 4              | 5              | 2              | 0              | 3              | 11             | 9              | Состав         |
| 1947  | 3-е место      | 3              | 7              | 5              | 0              | 2              | 21             | 8              | Состав         |
| 1949  | 6-е место      | 6              | 7              | 2              | 1              | 4              | 14             | 20             | Состав         |
| 1953  | 3-е место      | 3              | 6              | 3              | 1              | 2              | 15             | 6              | Состав         |
| 1955  | 4-е место      | 4              | 5              | 2              | 1              | 2              | 12             | 12             | Состав         |
| 1956  | Чемпион        | 1              | 5              | 4              | 1              | 0              | 9              | 3              | Состав         |
| 1957  | 3-е место      | 3              | 6              | 4              | 0              | 2              | 15             | 12             | Состав         |
| 1959  | 6-е место      | 6              | 6              | 2              | 0              | 4              | 15             | 14             | Состав         |
| 1959  | Чемпион        | 1              | 4              | 3              | 1              | 0              | 13             | 1              | Состав         |
| 1963  | Не участвовали | Не участвовали | Не участвовали | Не участвовали | Не участвовали | Не участвовали | Не участвовали | Не участвовали | Не участвовали |
| 1967  | Чемпион        | 1              | 5              | 4              | 1              | 0              | 13             | 2              | Состав         |
| 1975  | 4-е место      | 4              | 2              | 1              | 0              | 1              | 1              | 3              | Состав         |
| 1979  | Групповой этап | 6              | 4              | 1              | 2              | 1              | 5              | 5              | Состав         |
| 1983  | Чемпион        | 1              | 8              | 5              | 2              | 1              | 12             | 6              | Состав         |
| 1987  | Чемпион        | 1              | 2              | 2              | 0              | 0              | 2              | 0              | Состав         |
| 1989  | Финалист       | 2              | 7              | 4              | 0              | 3              | 11             | 3              | Состав         |
| 1991  | Групповой этап | 5              | 4              | 1              | 3              | 0              | 4              | 3              | Состав         |
| 1993  | 1/4 финала     | 6              | 4              | 1              | 2              | 1              | 5              | 5              | Состав         |
| 1995  | Чемпион        | 1              | 6              | 4              | 2              | 0              | 11             | 4              | Состав         |
| 1997  | Групповой этап | 9              | 3              | 1              | 0              | 2              | 2              | 2              | Состав         |
| 1999  | Финалист       | 2              | 6              | 1              | 2              | 3              | 4              | 9              | Состав         |
| 2001  | 4-е место      | 4              | 6              | 2              | 2              | 2              | 7              | 7              | Состав         |
| 2004  | 3-е место      | 3              | 6              | 3              | 2              | 1              | 12             | 10             | Состав         |
| 2007  | 4-е место      | 4              | 6              | 2              | 2              | 2              | 8              | 9              | Состав         |
| 2011  | Чемпион        | 1              | 6              | 3              | 3              | 0              | 9              | 3              | Состав         |
| 2015  | 1/4 финала     | 7              | 4              | 1              | 1              | 2              | 2              | 3              | Состав         |
| 2016  | Групповой этап | 11             | 3              | 1              | 0              | 2              | 4              | 4              | Состав         |
| 2019  | 1/4 финала     | 6              | 4              | 2              | 2              | 0              | 7              | 2              | Состав         |
| 2021  | 1/4 финала     | 5              | 5              | 2              | 2              | 1              | 4              | 2              | Состав         |
| 2024  | 3-е место      | 3              | 6              | 3              | 2              | 1              | 11             | 4              | Состав         |
| Всего | 15 титулов     | 46/48          | 212            | 115            | 40             | 57             | 421            | 226            | —              |

* В ничьи включены также матчи плей-офф, которые завершились послематчевыми пенальти.

## Достижения

### Чемпионат мира ФИФА
- Чемпион мира: 1930, 1950
- Четвёртое место: 1954, 1970, 2010

### Кубок Америки
- Пятнадцатикратный победитель — 1916, 1917, 1920, 1923, 1924, 1926, 1935, 1942, 1956, 1959 (II), 1967, 1983, 1987, 1995, 2011
- Серебряный призёр — 1919, 1927, 1939, 1941, 1989, 1999
- Третье место — 1921, 1922, 1929, 1947, 1953, 1957, 2004, 2024

### Олимпийские игры
- Олимпийский чемпион — 1924, 1928

### Золотой кубок чемпионов мира
- Победитель — 1980/81

### Кубок конфедераций
- 4-е место — 1997, 2013

## Рекордсмены сборной
Полужирным выделены футболисты, продолжающие выступления за сборную.
За основу взяты данные с rsssf.com, в таблицах ниже данные обновляются после каждого матча.
| №  | Игрок                | Годы      | Матчей | Голов |
| -- | -------------------- | --------- | ------ | ----- |
| 1  | Диего Годин          | 2005—2022 | 161    | 8     |
| 2  | Луис Суарес          | 2007—2024 | 143    | 69    |
| 3  | Эдинсон Кавани       | 2008—2022 | 136    | 58    |
| 4  | Фернандо Муслера     | 2009—2022 | 133    | 0     |
| 5  | Максимильяно Перейра | 2005—2018 | 125    | 3     |
| 6  | Мартин Касерес       | 2007—2022 | 116    | 4     |
| 7  | Диего Форлан         | 2002—2014 | 112    | 36    |
| 8  | Кристиан Родригес    | 2003—2018 | 110    | 11    |
| 9  | Диего Лугано         | 2003—2014 | 95     | 9     |
| 10 | Эхидио Аревало       | 2006—2017 | 90     | 0     |

| № | Игрок           | Годы      | Голов | Матчей |
| - | --------------- | --------- | ----- | ------ |
| 1 | Луис Суарес     | 2007—2024 | 69    | 143    |
| 2 | Эдинсон Кавани  | 2008—2022 | 58    | 136    |
| 3 | Диего Форлан    | 2002—2014 | 36    | 112    |
| 4 | Эктор Скароне   | 1917—1930 | 31    | 51     |
| 5 | Анхель Романо   | 1913—1927 | 28    | 69     |
| 6 | Оскар Мигес     | 1950—1958 | 27    | 39     |
| 7 | Себастьян Абреу | 1996—2012 | 26    | 70     |
| 8 | Педро Петроне   | 1923—1930 | 24    | 28     |
| 9 | Фернандо Морена | 1971—1983 | 22    | 53     |
| 9 | Карлос Агилера  | 1982—1997 | 22    | 64     |

## Тренеры сборной
Любительская эпоха, роль тренера выполнял капитан команды:
- 1902—1903: Мигель Небель
- 1905—1906: Карлос Карве Уриосте
- 1906—1907: Хуан Пена
- 1907—1908: Хуан Карлос Бертоне
- 1908: Хуан Пена
- 1909—1910: Хуан Карлос Бертоне
- 1910—1913: Хорхе Пачеко
- 1914—1915: Хосе Бенинкаса
- 1915: Хорхе Пачеко
- 1915: Хосе Бенинкаса

Любительская эпоха:
- 1916: Хорхе Пачеко
- 1916: Альфредо Фольино
- 1916: Джон Харлей (капитан, играющий тренер)
- 1917—1919: Рамон Платеро
- 1919—1920: Северино Кастильо
- 1920—1922: Эрнесто Фиголи
- 1922—1923: Педро Оливьери
- 1923—1924: Леонардо Де Лукка
- 1924: Эрнесто Фиголи
- 1924—1926: Эрнесто Мелианте
- 1926: Андрес Масали
- 1926: Эрнесто Фиголи
- 1927—1928: Луис Грекко
- 1928: Примо Джанотти
- 1928—1932: Альберто Суппичи

Профессиональная эпоха:
- 1932—1933: Рауль Бланко
- 1933—1941: Альберто Суппичи
- 1941—1942: Педро Сеа
- 1942—1945: Хосе Насасси
- 1945—1946: Анибаль Техада
- 1946: Гусман Вила Гоменсоро
- 1946—1949: Хуан Лопес Фонтана
- 1949: Оскар Марсенаро
- 1949—1955: Хуан Лопес Фонтана
- 1955: Хуан Карлос Корассо
- 1955—1957: Уго Баньюло
- 1957—1959: Хуан Лопес Фонтана
- 1959: Эктор Кастро
- 1959—1961: Хуан Карлос Корассо
- 1961—1962: Энрике Фернандес Виола
- 1962—1964: Хуан Карлос Корассо
- 1964—1965: Рафаэль Миланс
- 1965—1967: Ондино Вьера
- 1967—1969: Энрике Фернандес Виола
- 1969—1970: Хуан Хохберг
- 1970—1973: Уго Баньюло
- 1974—1974: Роберто Порта
- 1974—1975: Хуан Альберто Скьяффино
- 1975—1977: Хосе Мария Родригес
- 1977: Хуан Хохберг
- 1977—1979: Рауль Бентанкор
- 1979—1982: Роке Масполи
- 1982—1987: Омар Боррас
- 1987—1988: Роберто Флейтас
- 1988—1990: Оскар Вашингтон Табарес
- 1991: Педро Кубилья
- 1991—1993: Луис Кубилья
- 1993: Ильдо Манейро
- 1993: Роберто Флейтас
- 1994—1996: Эктор Нуньес
- 1996—1997: Хуан Аунтчайн
- 1997—1998: Роке Масполи
- 1998—2000: Виктор Пуа
- 2000—2001:  Даниэль Пассарелла
- 2001—2003: Виктор Пуа
- 2003—2004: Хуан Рамон Карраско
- 2004—2006: Хорхе Фоссати
- 2006—2021: Оскар Вашингтон Табарес
- 2010: Хуан Версери и. о.
- 2014—2015: Сельсо Отеро и. о.
- 2018: Фабиан Който и. о.
- 2022—2023: Диего Алонсо
- 2023: Марчело Броли[англ.] и. о.
- 2023—н. в.:  Марсело Бьелса